# Drassodes bechuanicus
Drassodes bechuanicus är en spindelart som beskrevs av Tucker 1923. Drassodes bechuanicus ingår i släktet Drassodes och familjen plattbuksspindlar. Inga underarter finns listade i Catalogue of Life.